# Rosedale Golf Club
De Rosedale Golf Club is een golfclub in Canada. De club werd opgericht in 1893 en bevindt zich in Toronto, Ontario. De club beschikt over een 18-holes golfbaan met een par van 71 en werd ontworpen door haar eigen leden.

## Golftoernooien
Voor het golftoernooi voor de heren is de lengte van de baan voor de heren 5966 m met een par van 71. De course rating is 71,1 en de slope rating is 132.
- Canadees Open: 1912 & 1928